# کاستر (روستا)
کاستر (به لاتین: Kaster) یک منطقهٔ مسکونی در بلژیک است که در آنزوژم واقع شده‌است. کاستر ۴٫۰۸ کیلومتر مربع مساحت و ۸۰۳ نفر جمعیت دارد.